# Jean-Claude Moraux
Jean-Claude Moraux (Elsene, 15 juli 1944) is een Belgisch voormalig hockeyer.

## Levensloop
Moraux was actief bij Royal Uccle Sport.
Daarnaast maakte hij deel uit van het Belgisch hockeyteam, waarmee hij onder meer deelnam aan de Olympische Zomerspelen van 1972 en 1976.
Na zijn spelerscarrière was hij onder meer coach van Royal Herakles HC. Met deze ploeg werd hij in 1998 landskampioen.